# Worthville (Pensilvania)
Worthville es un borough ubicado en el condado de Jefferson en el estado estadounidense de Pensilvania. En el año 2000 tenía una población de 85 habitantes y una densidad poblacional de 179 personas por km².

## Geografía
Worthville se encuentra ubicado en las coordenadas 41°1′39″N 78°8′29″O / 41.02750, -78.14139.

## Demografía
Según la Oficina del Censo en 2000 los ingresos medios por hogar en la localidad eran de $35,625 y los ingresos medios por familia eran $28,750. Los hombres tenían unos ingresos medios de $23,958 frente a los $16,875 para las mujeres. La renta per cápita para la localidad era de $14,542. Alrededor del 2.2% de la población estaba por debajo del umbral de pobreza.